# Центр Шри Чинмоя
Центр Шри Чинмоя, «Церковь Центр Шри Чинмоя» (англ. Sri Chinmoy Centre, Sri Chinmoy Centre Church) — созданная неоиндуистским проповедником Чинмоем Кумаром Гхошем в 1966 году в Пуэрто-Рико религиозная организация , в настоящее время действующая в 46 странах мира. Подразделения организации существуют в странах СНГ, включая Россию, Украину, Беларусь и Казахстан.
С 1975 года имеет статус ассоциированной неправительственной организации при Департаменте общественной информации ООН. (недоступная ссылка с 08-06-2013 [4421 день])
В опубликованном в 2007 году в американской газете The New York Times некрологе о Шри Чинмое указывается, что Шри Чинмой создал всемирную сеть центров медитации и у него было более 7 тыс. адептов.

## Статус и классификация
В США «Церковь „Центр Шри Чинмоя“ имеет статус религиозной организации, в России — имела статус общественной организации с наименованиями „Общероссийская общественная организация “Центр Шри Чинмоя», Дзержинская городская общественная организация духовного и физического совершенствования «Центр Мира Шри Чинмоя», в Казахстане — общественного объединения, на Украине — статус и общественной (недоступная ссылка с 08-06-2013 [4421 день]), и религиозной организации. В 1999—2006 годах в Сочи была зарегистрирована религиозная организация «Центр Шри Чинмоя».
В России в июле 2014 года Министерством юстиции России деятельность Общероссийской общественной организации «Центр Шри Чинмоя» была приостановлена, в марте 2015 года организация ликвидирована по решению Верховного суда из-за неустранения претензий Минюста в части несовпадения уставных задач и деятельности с уставными целями организации, а также отсутствия подтверждений деятельности в качестве общероссийского общественного объединения.
В учебнике «История религий», утверждённом Министерством образования и науки Украины, организация Шри Чинмоя отнесена в раздел «Религии ориентального направления». Зарубежные исследователи также относят организацию Чинмоя к религиозным группам восточного направления (eastern religious groups).

## Деятельность

### На Украине
В учебнике «Религиоведение», утверждённом Министерством образования и науки Украины, указано следующее: "Активно действуют на Украине Центры Шри Чинмоя … Главная цель последователей (Чинмоя) — духовное и физическое усовершенствование личности посредством познания своей внутренней сущности, духовных истин, поиск и открытие их в себе. Для этого центры организовывают и проводят лекции, концерты, театральные выступления, экскурсии, спортивные соревнования и прочие бесплатные культурные мероприятия. На Украину движение пришло в конце 80-х — начале 90-х в результате проповеднической деятельности одного из западных учеников Шри Чинмоя. Сегодня центры Шри Чинмоя действуют в 24 городах Украины, в частности — в Одессе, Киеве, Харькове, Львове.

### Инциденты
В 1984 году 20-летний студент Джон Нойманн выбросился из окна 16-го этажа здания Криминального Суда на Манхэттене. Знакомые Нойманна сообщают, что покойный начал себя странно вести с лета 1983 года, когда присоединился к организации Чинмоя.
В 1995 году 27-летний студент-медик из Ганновера по имени Клеменс Рюкерт, проведший в организации Чинмоя 10 лет, совершил самоубийство. За два дня до этого он позвонил своей матери и сообщил: «Мама, гуру сказал, что я умру в понедельник». В день смерти Клеменс выбрил себе голову, отсёк ножом ухо и выбежал на улицу. Склонившись над портретом Чинмоя, он вскрыл себе сонную артерию.
Одним из последователей Чинмоя и лучшим его вербовщиком являлся Фредерик Филипп Ленц Третий — основатель т. н. компьютерного культа «американского буддизма». В 1981 году он порвал с Чинмоем, заявив при этом последователям: «Негативные Силы и злые демоны завладели душой Шри Чинмоя, и он утратил просветление. Теперь божественная благодать во мне! Просветлённый — это я!» В 1998 году Фредерик Ленц покончил жизнь самоубийством.
В 1995 году российский последователь Чинмоя — Юрий Фомин из г. Воронеж выбросился из окна. Юрий написал письмо в Америку, в котором просил своего гуру о помощи, в связи с тяжелым душевным состоянием, но не дождавшись ответа, покончил с собой.

#### Гибель Беннетта Мэдвэя
В 1979 году Беннетт Дэвис Мэдвэй (Bennett Davis Madway) — 27-летний ученик Шри Чинмоя погиб в душевой комнате. Мэдвэй тренировал трюк, которым он собирался удивить своего гуру во время предстоящего циркового представления, и захлебнулся. По версии правоохранительных органов, Мэдвэй, рядом с телом которого был обнаружен кислородный баллон, необходимый для повышения выносливости, потерял сознания под водой в результате высокого уровня содержания диоксида углерода. В статье, опубликованной в Washington Jewish Week, его младшая сестра сообщает, что стала замечать «тревожные изменения в личности» брата после того, как тот присоединился к группе Чинмоя. Сестра Мэдвэя видела, что её брат полон «фанатизма» и «желания получить одобрение гуру, продемонстрировав тому свою любовь». По её словам, это привело Беннетта к тому, что он «пренебрёг своей собственной безопасностью». Родственников молодого человека о случившемся проинформировал один из учеников Чинмоя. Сам Чинмой так и не принёс семье Мэдвэя свои персональные соболезнования.
Депортация миссионеров. В декабре 2010 года решением одного из административных судов Казахстана из страны были выдворены две гражданки Украины. Женщин также обязали выплатить штраф. Обе украинки являются последовательницами Шри Чинмоя. На территории Казахстана они занимались нелегальной миссионерской деятельностью.

### Отзывы бывших последователей
Большую статью с подробностями написала экс-сектантка, потерявшая в секте 20лет жизни, утверждающая, что "Я была членом Центра Шри Чинмоя и знаю из личного опыта, что это очень опасная и деструктивная секта и поэтому я решила, спустя несколько лет после выхода из нее написать всю правду, чтобы предупредить людей, дать им необходимую информацию прежде, чем они начнут тесно взаимодействовать с адептами.
Люди там безобидные, неконфликтные, обычные вроде – но… у них нет своей жизни, у них нет своего мнения и даже имени своего у некоторых нет. У них не будет своих детей, у них нет любимых, у них нет правильного понятия о человеческой близости, любви и отношениях…Более того - им внушили, что человеческая любовь и отношения – это что то грязное и не приносящее удовлетворения. Преподнося такие вот доктрины о человеческой любви, их вдохновляют познать божественную, абстрактную. Сразу вспоминается песня группы "Агата Кристи" — "Вечная любовь". В ней есть такие точные слова «они смотрят на небо и ищут по книгам следы настоящей любви».
Ученики шри чинмоя - это люди, у которых обманом отняли возможность пройти свой собственный путь, прожить свою уникальную, пусть и не идеальную жизнь, у них отняли возможность получить в жизни свой личный опыт, построить свою систему ценностей и видения мира, у них отняли способность думать, размышлять, искать и развиваться. У них отняли возможность стать счастливыми, мудрыми, взрослыми и иметь семью, родных, близких, друзей. У них отняли человеческое, а божественное взамен не дали"
Одним из основателей Центра Шри Чинмоя в Москве был Николай Владимиров — профессор социологии, путешественник, журналист и писатель. В своей публицистической работе «П-О-М-И-Р-У. В поисках Бога.» он поделился воспоминаниями о пребывании в организации Чинмоя:
Особенно выбивал из колеи запрет на симпатии. Среди учеников большинство - одинокие...

… неустроенные, бедствующие. Но внутренне трепетные, отзывчивые на ответное внимание, отклик, понимание. И вот уже неожиданно кто-то обнаруживает подругу в соседке, друга в соседе по медитации. Он замечает ЕЕ, она — ЕГО. Какое орошение души, освежение чувств! Какая неземная любовь!
Но — воспрещена. Ослушникам же, поддавшимся чувству кара — отлучение из учеников, из Центра, из сердца «гуру». И рвутся перетянутые нервы. Не выдерживает удара душа. Одна из пылающих любовью пар лишает себя жизни… С трудом спасают только ЕЕ. ОН упокоен в земле.
Трагедия стала последним доводом. Не может быть человечным «учение», если бесчеловечна практика. Участвовать в сим не хочу, не могу.
Сообщил об этом Абарите в часовом телефонном разговоре. Трудном разговоре.
— Ты болеет, Nikolai! Я советат с «гуру», — прерывает его он, устав растолковывать, что я не прав, что все не так, что «учитель» видит, знает и контролирует ситуацию…
Назавтра отставка была принята. Без вопросов, без объяснений. Заочно. Видимо, поработали «бояре» из глубинковских центров. Понятно, в паре с Абаритой…
Молчать нельзя. «Учитель» должен знать правду. Русские ученики тоже. Излил сомнения и раздумья в статье и — в офис Центра, где компьютеры, факсы, принтеры.
— Послать «гуру»? Ознакомить учеников?
Лица услужителей-волонтеров множительной аппаратуры насмешливы: а ху-ху не хо-хо!… И «сочувственный» вздох: к сожалению, невозможно — срочная работа, идет книга о медитации, техника перегружена…
— Тогда публикую в газете.
И, отчетливо понимая, что э т о за три минуты дойдет до бенгальского американца, оставляю статью волонтерам.
Все точно. Через час звонок. На линии он. Десятиминутый ток хрипловато-гортанных увещеваний, вновь совершенно явственно схваченных и понятых подсознанием: статью публиковать не надо, она уже перед ним, будет изучена, рассмотрена, продумана и отреагирована… За президентство, создание Центра — небесное «спасибо», пусть теперь дело продолжат другие… Ты же всегда желанный гость…
Пусть будет так.
Если будет. Но стало… анкетирование учеников, градация на касты по степени лояльности (у с л у ж е н и я) «учителю», отрешение от Центра недовольных («гуру»: кроме Nikolai, его не трогать, как передали мне). И тому подобное… Написал ещё одно тревожное письмо, послал с оказией, чтобы знать — получено, прочитано.
Ответа не последовало.
— Что стряслось? Где ты? В чём дело? — наседали ученики первых «призывов», требуя объяснений. Их, товарищей по Богооткровению, держать в неведении не мог.
Опубликовал статью в своей институтской газете. Забрал тираж, отнес в Центр. Сочтете полезной, Бог в помощь. Нет — Бог вам судья.
И оставил московский Центр медитации навсегда.

С недоумением и горечью в душе.